# Vysoký grúň (Pogórze Orawskie)
Vysoký grúň (849 m) – wznoszący się po północno-zachodniej stronie wsi Krivá szczyt Pogórza Orawskiego. Słowacy zaliczają je do Strednych Beskidów. 
Vysoký grúň stanowi zakończenie południowo-wschodniego grzbietu szczytu Prípor oddzielającego dolinę potoku Dlžiansky Cičkov od doliny potoku  Podbielský Cičkov. Południowo-zachodnie stoki szczytu opadają do doliny potoku Dlžiansky Cičkov, południowo-wschodnie do doliny rzeki Orawa. W kierunku wschodnim tworzy grzbiet zakończony wierzchołkiem Kepeňová.
Vysoký grúň w większości porośnięty jest lasem, ale są w nim polany i duża hala będące pozostałościami dawnego pasterstwa. Nie prowadzi przez niego żaden szlak turystyczny.